# Erich Hagen
Erich Walter Hagen (ur. 11 grudnia 1936 w Lipsku, zm. 26 maja 1978 tamże) – niemiecki kolarz szosowy reprezentujący NRD, srebrny medalista olimpijski.

## Kariera
Największy sukces w karierze Erich Hagen osiągnął w 1960 roku, kiedy wspólnie z Egonem Adlerem, Gustavem-Adolfem Schurem i Günterem Lörke zdobył srebrny medal w drużynowej jeździe na czas podczas igrzysk olimpijskich w Rzymie. Był to jedyny medal wywalczony przez Hagena na międzynarodowej imprezie tej rangi. Na tych samych igrzyskach w rywalizacji indywidualnej został sklasyfikowany na 21. pozycji. Wystartował również w obu konkurencjach szosowych na rozgrywanych cztery lata wcześniej igrzyskach olimpijskich w Melbourne, gdzie reprezentacja Niemiec zdobyła brązowy medal. Zgodnie z ówczesnymi zasadami w wynikach drużynowych uwzględniano czasy tylko trzech najlepszych kolarzy z danego kraju i Hagen z najsłabszym wynikiem medalu nie otrzymał. Indywidualnie na australijskich igrzyskach uplasował się na 22. miejscu. Ponadto w 1958 roku wygrał DDR Rundfahrt, a dwa lata później był najlepszy w klasyfikacji generalnej Wyścigu Pokoju. Ponadto w latach 1956-1958 zdobywał złote medale szosowych mistrzostw kraju. Nigdy nie zdobył medalu na szosowych mistrzostwach świata.